# ایندین هیلز (نوادا)
ایندین هیلز، نوادا (به انگلیسی: Indian Hills, Nevada) یک سکونتگاه مسکونی در ایالات متحده آمریکا است که در نوادا واقع شده‌است.

## خصوصیات
ایندین هیلز ۳۷٫۸ کیلومترمربع مساحت و ۵٬۶۲۷ نفر جمعیت دارد و ۱٬۴۵۲ متر بالاتر از سطح دریا واقع شده‌است.